# كاساندرا موريس
كاساندرا موريس (بالإنجليزية: Cassandra Morris)‏ (اسمها الكامل كاساندرا لي موريس (بالإنجليزية: Cassandra Lee Morris)‏) من مواليد 10 أبريل 1982 هي مؤدية أصوات أمريكية ولدت في ترومبول، كونيتيكت.

## أدوارها في الأنمي

### مسلسلات أنمي تلفزيونية
- الفتاة الساحرة مادوكا ماجيكا - كيوبي
- دورارارا!! - ساكي ميكاجيما
- كي-أون! - ريتسو تايناكا
- كي-أون!! - ريتسو تايناكا
- تورادورا! - تايغا أيساكا
- الإكسورسيست الأزرق - ني، نوريكو باكو
- سورد آرت أونلاين - سوغوها كيريغايا/ليفا
- بيرسونا 4 ذي أنيميشن - آيكا ناكامورا
- حفيد نوراريهيون - يوكي أونّا/تسورارا أويكاوا، سيتسورا
- حفيد نوراريهيون: عاصمة العفاريت - يوكي أونّا/تسورارا أويكاوا، سيتسورا
- يوغي GX - يوبيل
- يوغي 5D's - ليو (الصوت الأول), لونا (الصوت الأول)
- كوروكامي - مايو

### أفلام أنمي
- باتيما المعكوسة - باتيما

## أدوارها في الرسوم المتحركة
- ميكارد - جولييت

## أدوارها في ألعاب الفيديو
- دانغانرونبا: تريغر هابي هافوك - آوي أساهينا
- تيلز أوف غريسز - صوفي
- بيرسونا 5 - مورغانا
- بيرسونا 5 دانسينغ إن ستارلايت - مورغانا

## أدوارها في الدبلجة الإنجليزية
- بليتش - روكيا كوتشيكي

## وصلات خارجية
- كاساندرا موريس على موقع IMDb (الإنجليزية)
- كاساندرا موريس على موقع ميوزك برينز (الإنجليزية)
- كاساندرا موريس على موقع قاعدة بيانات الفيلم (الإنجليزية)
- كاساندرا موريس على موقع ANN person (الإنجليزية)